# John Beattie
John M. Beattie (ur. 9 kwietnia 1957 w Londynie) – brytyjski wioślarz, brązowy medalista olimpijski i dwukrotny medalista mistrzostw świata.

## Kariera
W 1975 zdobył srebrny medal w czwórkach bez sternika na mistrzostwach świata juniorów w Montrealu.
Wystąpił na igrzyskach olimpijskich w Moskwie w 1980, gdzie osada Wielkiej Brytanii w składzie: John Beattie, Ian McNuff, David Townsend i Martin Cross zdobyła brązowy medal w czwórkach bez sternika. W finale uplasowali się o 8,41 sekundy za osadą NRD i o 4,77 sekundy za osadą ZSRR. Na rozgrywanych cztery lata później igrzyskach olimpijskich w Los Angeles zajął 12. miejsce w dwójkach bez sternika.
W czwórkach bez sternika zdobył także brązowe medale na mistrzostwach świata w Cambridge (1978) i na mistrzostwach świata w Bledzie (1979).